# Guanokormoran
Der Guanokormoran oder Guanoscharbe (Leucocarbo bougainvillii, Syn.: Phalacrocorax bougainvillii, Phalacrocorax bougainvilliorum, Protonym Carbo Bougainvillii) ist ein sehr großer Vogel aus der Familie der Kormorane. In Südamerika ist er einer der wichtigsten Guano-Produzenten.

## Merkmale
Er erreicht eine Körpergröße von 71 bis 76 cm. Das Gewicht liegt bei circa 2 kg. Ein äußerlich erkennbarer Sexualdimorphismus liegt bei der Art nicht vor. Das Gefieder ist an Kopf und Hals glänzend bläulich-schwarz gefärbt, der Rest der Oberseite erscheint eher grünlich-schwarz schimmernd. Vom Kinn an abwärts ist die Vorderseite perlweiß gefärbt, an den Unterschwanzdecken wird diese Färbung wieder von einem kräftigen Schwarz abgelöst. Während der Brutzeit entwickeln die Vögel einen kurzen, schwarzen Federkamm im Nacken, durchsetzt von einigen längeren, weißen Federn. Über den Augen wächst in dieser Zeit ebenfalls ein Büschel verlängerter, weißer Federn. Umgeben werden die Augen  von einem schmalen Ring unbefiederter, olivgrüner Haut, der wiederum von einem breiteren Ring in Orange- bis Rottönen umgeben ist. Die Iris des Auges selbst ist dunkelbraun. Der lange, schmale Schnabel ist überwiegend hornfarben bis bräunlich-schwarz gefärbt, nur an der Basis der unteren Mandibel können sich flüchtige pinkfarbene oder bläuliche Akzente zeigen. Die Beine und die mit Schwimmhäuten versehenen Füße sind fleischfarben. Der wenig ausgeprägte Kehlsack ist bräunlich gefärbt.

## Verbreitung

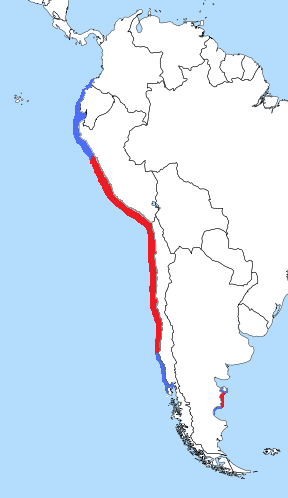
Verbreitungsgebiet des Guanokormorans
Ganzjährig
Nur Winter-/Nahrungsgast

Der Guanokormoran ist ein endemischer Bewohner der Küsten Südamerikas, wo er ganzjährig zwischen der Isla Lobos de Tierra im Norden Perus und der Isla Mocha in Zentralchile vorkommt. Sein Verbreitungsgebiet überschneidet sich stark mit dem Bereich der südamerikanischen Küste, an dem der fischreiche Humboldtstrom entlangfließt. Generell bevorzugt die Art vor allem die vorgelagerten kleineren Inseln und Felsklippen als Lebensraum. Als Winter- oder Nahrungsgäste ziehen die Vögel gelegentlich weiter entlang der Küste nach Süden oder (hauptsächlich) Norden. In Ecuador werden in manchen Jahren gar keine Guanokormorane gesichtet, während sie in anderen Jahren in großer Zahl angetroffen werden können. Ein Zusammenhang mit dem Wetterphänomen El Niño, das für ein stark reduziertes Nahrungsangebot im angestammten Verbreitungsgebiet sorgen kann, wird hierbei vermutet. Als Ausnahmegast ist die Art außerdem auch aus Kolumbien und Panama bekannt. Eine in den 1960er-Jahren etablierte, kleine Population aus ursprünglich etwa 50 Brutpaaren an der südamerikanischen Ostküste in Argentinien ist mittlerweile vermutlich erloschen. 1999 wurden hier nur noch vier Exemplare gesichtet, die sich allesamt mit verwandten Blauaugenscharben (L. atriceps) verpaart hatten.

## Lebensweise
Guanokormorane sind Fischfresser, die Jagd auf große Schwärme einige Kilometer vor der Küste machen. Besondere Bedeutung kommt dabei Peruanischen Sardellen (Engraulis ringens), Schuppengroppen (Normanichthys crockeri) sowie der zu den Neuweltlichen Ährenfischen zählenden Art Odontesthes regia zu. Die Jagd findet in Gruppen während der Tagstunden statt. Beim Fang stoßen diese Vögel von der Oberfläche aus sehr schnell nach unten in Tiefen zwischen 20 und 50 m, in Extremfällen auch bis zu 70 m unter der Oberfläche. In Jahren mit besonders starkem El-Niño-Effekt und der damit einhergehenden reduzierten Verfügbarkeit großer Fischschwärme, kommt es regelmäßig zu starken Einbrüchen bei den Bestandszahlen der Vögel. Von den 1950er-Jahren bis zum Einbruch der kommerziellen Sardellen-Fischerei im Jahr 1981 verstärkte die Überfischung der Bestände in der Region dieses Phänomen. In manchen Jahren verendeten so Millionen von Exemplaren auf Grund von Unterernährung.

## Fortpflanzung

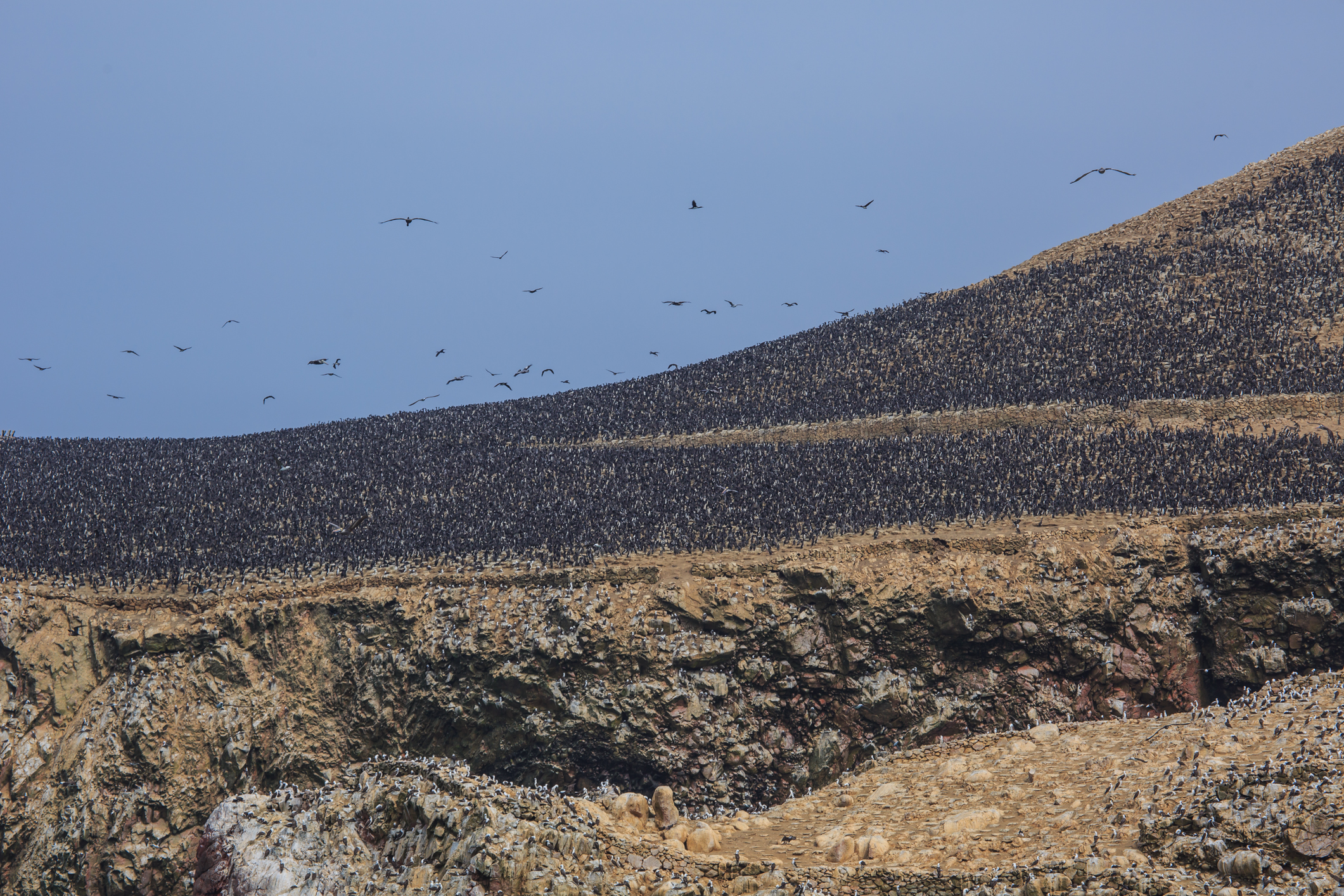
Blick auf eine riesige Brutkolonie des Guanokormorans

Die Fortpflanzung findet in sehr großen Kolonien von mindestens 1000 Brutpaaren auf den kleineren Inseln vor der Westküste Südamerikas statt. Bruten finden bei ausreichendem Nahrungsangebot das ganze Jahr über statt, mit einem Schwerpunkt in den Monaten November und Dezember. Das Nest ist eine flache Erhebung auf den Guanobergen auf den Inseln, die nur spärlich mit dünnen Zweigen oder Ähnlichem bedeckt sind. Die Weibchen legen bis zu drei längliche, ovale, kalkblaue Eier. Die Brutdauer beträgt etwa einen Monat. Erfolgreiche Nester produzieren zwei bis drei flügge gewordene Jungvögel. Es finden meist zwei Bruten pro Jahr statt.

## Bestand und Gefährdung
Die Bestandszahlen des Guanokormorans sind vor allem auf Grund der Anfälligkeit für die Auswirkungen des El-Niño-Phänomens erheblichen Schwankungen unterworfen. So verursachte der El Niño von 1982/83 einen totalen Fehlschlag jeglicher Fortpflanzungsversuche in dieser Saison und hatte letztlich den Tod von circa 1,7 Millionen Vögeln zur Folge. Da es sich dabei um ein regelmäßig auftretendes, natürliches Phänomen handelt, kann die Art derlei Verluste in produktiveren Folgejahren jedoch ausgleichen. 2018 schätzte die IUCN den Bestand des Guanokormorans auf etwa 3,8 Millionen adulte Vögel, wobei der Populationstrend sich offenbar negativ entwickelt. Die Organisation schätzt die Art daher als „potenziell gefährdet“ (Status near threatened) ein. Mitte der 1950er-Jahre lagen die Bestandsschätzungen noch bei 21 Millionen Exemplaren. Neben den Auswirkungen natürlicher Wetterphänomene stellen menschliche Aktivitäten eine Bedrohung für den Fortbestand der Art dar. So endet jährlich eine große Zahl Guanokormorane als Beifang der Fischereiflotten in dem Gebiet. Auf Grund der Spezialisierung auf wenige Beutearten entsteht durch die Fischerei außerdem ein nicht unerheblicher Konkurrenzdruck für die Vögel. Des Weiteren werden vor allem im Norden Perus bis zu 20.000 Guanokormorane jährlich für den menschlichen Verzehr getötet.

## Nutzung
Der Mensch nutzt die Ausscheidung dieser Tiere, den Guano, schon seit den Zeiten der Inkas und vermutlich sogar noch früher als Dünger. Der Guanokormoran gehört gemeinsam mit dem Chilepelikan (Pelecanus thagus) und dem Guanotölpel (Sula variegata) zu den wichtigsten Erzeugern dieser Ressource. Im 19. Jahrhundert erlangte die Industrie eine so große Bedeutung, dass diesen drei Vogelarten der kollektive Spitzname Billion-dollar birds (deutsch: „Milliarden-Dollar-Vögel“) verliehen wurde.